# 喀喀喀的鬼太郎 強烈衝突！！異次元妖怪的大叛亂
喀喀喀的鬼太郎 強烈衝突！！異次元妖怪的大叛亂（ゲゲゲの鬼太郎 激突!!異次元妖怪の大反乱）是日本動畫「ゲゲゲの鬼太郎」
第三期電視動畫中的第4部劇場版作品，上映時間為1986年12月20日。

## 劇情簡介
在不是颱風的季節裡，東京市被一千年才出現一次的奇異颱風給包圍住，而在颱風裡頭出現了由妖怪皇帝率領的妖怪軍團。為解救被奇異氣象包圍的城市，鬼太郎獨自前往了東京...。

## 相關作品
相關劇情漫畫原作
墓場鬼太郎：「我是新生」(ボクは新入生)　1964
ゲゲゲの鬼太郎：「朧車」(朧車) 1968/10/06
其它相似劇情的鬼太郎動畫
ゲゲゲの鬼太郎第一期58集：「朧車」(おぼろくるま)　1969/02/09
ゲゲゲの鬼太郎第四期70集：「奇異氣象! 妖怪元興寺鬼」(怪気象!妖怪ぐわごぜ) 1997/05/18
墓場鬼太郎11集：「BRIGADOON異象 」(ブリガドーン) 2008/03/13

## 劇中主要人物[3]
元興寺鬼
外型披著僧人般的袍衣、面部嘴上有著黑齒的老朽，以「妖怪總理大臣」的身份企圖藉著妖怪奇異氣象來掌控東京，並侍奉在妖怪皇帝身旁。
故事中帶著其它妖怪來攻擊鬼太郎，但在最後得知女兒卡洛琳喪命後便憤而轉向對抗妖怪皇帝。
卡洛琳(カロリーヌ、Caroline)
元興寺鬼的女兒，綁著金髮辮子的美少女。
於妖怪奇異氣象事件中遭土蜘蛛襲擊時被鼠男所救後，便和鼠男建立的互相信賴的友情。之後與鼠男一同行動、並幫助被妖怪朧車給石化的鬼太郎復原。
在故事中最後不幸被妖怪朧車襲擊而喪命。
妖怪皇帝(妖怪皇帝)
帶著看不到面孔的頭盔，抱持著比人類優秀的妖怪應征服全人類的想法，是一切事件的背後主導者。
在頭盔下的真面目為鬼太郎的宿敵滑瓢妖(ぬらりひょん)。
朧車(朧車)
外型為日本古代牛車、前方帶著巨大男人面孔的妖怪。
有製造出妖怪奇異氣象的能力，並能以眼中發出的光束石化對手，只有藉著它的眼淚才能將被它石化的人復原。

## 製作群
- 原作：水木茂
- 導演：芝田浩樹
- 製作總指揮：浅野賢澄
- 製作代表：鹿内春雄
- 製作：野間惟道、羽佐間重彰、今田智憲
- 劇情脚本：武上純希
- 音樂：川崎真弘
- 角色設計：兼森義則
- 作畫導演：入好さとる
- 負責角色卡洛琳的作畫導演：新岡浩美
- 原畫：深沢幸次、金澤勝眞、岸田隆宏、関野まさひろ、渡辺邦男、伊藤修一
- 動画審閱：坂野隆雄、服部照夫
- 美術導演：田中賢幸
- 背景：須田栄子、佐貫利勝
- 特殊效果：中島正之
- 專業檢査：坂本陽子
- 撮影導演：町田賢樹
- 主撮影：片山幸男
- 撮影：池田重好、相礒嘉雄、清水政夫、細田民男、高梨洋一、武井利晴、福井政利、坂西勝、今村昌史、高橋基
- 錄音：蔵本貞司
- 錄音助手：山田仁
- 編曲：田中英行
- 音響效果：今野康之
- 音楽制作：徳間康快
- 錄音室：TAVAC
- 編集：清水慎治
- 負片編集：岡田泉
- 助手導演：有馬二郎
- 製作擔當：松下健吉
- 美術進行：杉本陽一
- 專業進行：小堺浩
- 製作進行：中村悟
- 記録：竹澤裕美子
- 現像：東映EiLab
- 技術協助：森幹生、Continental Far East
- 動畫制作：東映動畫
- 製作人：清水賢治、木村京太郎、横山賢二
- 主製作人：三ツ井康
- 行政部門製作：日枝久

## 聲優
- 鬼太郎：戶田恵子
- 眼珠老爹：田之中勇
- 鼠男：富山敬
- 貓女：三田友子
- 撒沙婆婆：江森浩子
- 子泣爺爺：永井一郎
- 一反木綿：八奈見乘兒
- 塗壁：屋良有作
- 夜行：大竹宏

- 天童夢子：色川京子
- 水木茂：あずさ欣平
- 水木太太：川浪葉子
- 高僧：大森章督
- 防衛署長：郷里大輔
- 内閣總理大臣：宮内幸平

- 卡洛琳：藤枝成子
- 元興寺鬼：千葉耕市
- 妖怪皇帝、滑瓢妖：青野武
- 朧車：佐藤正治
- 獨腳怪達達拉：廣中雅志
- 火車：平野正人
- 鬼女：鈴木麗子
- 蛇骨婆：山本圭子

## 主題曲
開頭曲
- ゲゲゲの鬼太郎

作詞：水木茂 作曲：いずみたく 編曲：野村豊 歌：吉幾三
片尾曲
- おばけがイクゾー

作詞・作曲：吉幾三 編曲：野村豊 歌：吉幾三